# Shearman’s Wath
Shearman’s Wath (auch West Ashby genannt) ist der Standort eines Henges [hɛndʒ] (auch Henge monument genannt) nördlich von Horncastle in Lincolnshire in England. 
Die 1970 durch Luftaufnahmen entdeckten Reste des Henges befinden sich 330 m nördlich der Wassermühle von Thimbleby auf den Gletschersanden und Schottern etwa 150 m östlich des Flusses Bain. Die Luftbilder zeigen eine Reihe von Schnittmarken (Bereiche unterscheidbaren Pflanzenwachstums), die den Graben und die Löcher des äußeren Pfostenringes darstellen.
Der bis zu 2,0 m breite Graben umschließt einen ovalen Bereich von etwa 25 m Durchmesser. Er wird durch einen breiten Damm im Nordwesten und einen weniger ausgeprägten zweiten Zugang im Südosten unterbrochen. Brücken im Graben am südöstlichen Zugang deuten auf eine segmentierte Grabenkonstruktion.
Bislang wurden keine Spuren eines äußeren Walls erkannt, aber der Graben ist in einer Entfernung von etwa 3,0 m von einem Ring von mindestens 24 gleichmäßig verteilten Gruben umgeben, die den Standort von Pfosten oder Steinen markieren. Die Feldbegehungen um das Henge haben zu Funden von Feuerstein geführt, der typischerweise mit dieser Denkmalgruppe assoziiert werden. Man vermutet, dass das Henge in der späten Jungsteinzeit entstanden ist und noch während der frühen Bronzezeit im Mittelpunkt der Aufmerksamkeit stand.
Luftaufnahmen des Geländes zeigen die Überreste eines Flusses östlich des Bain. Wenn dies der ursprüngliche Flusslauf war, dann lag das Henge näher am Bain als heute. Dies könnte das Argument verstärken, dass der Ort mit anderen nördlich gelegenen Orten verbunden war, die mit dem Bain in Verbindung gebracht werden, wie Grim’s Mound und Ludford Barrow.